# The Invisible Invasion
The Invisible Invasion è il terzo album in studio della band inglese indie rock The Coral, pubblicato il 23 maggio 2005 dall'etichetta Deltasonic. Negli Stati Uniti fu pubblicato il 30 agosto 2005 dalla Columbia Records.
I produttori sono Geoff Barrow e Adrian Utley dei Portishead. Entrò direttamente al terzo posto nella classifica britannica degli album.

## Tracce
1. She Sings the Mourning (James Skelly, Nick Power) - 3:08
2. Cripples Crown (J. Skelly, N. Power) - 3:38
3. So Long Ago (J. Skelly, N. Power, Bill Ryder-Jones) - 2:42
4. The Operator (J. Skelly) - 2:20
5. A Warning to the Curious (J. Skelly, N. Power, B. Ryder-Jones) - 3:56
6. In the Morning (J. Skelly) - 2:33
7. Something Inside of Me (J. Skelly) - 2:26
8. Come Home (J. Skelly, N. Power, B. Ryder-Jones) - 4:14
9. Far from the Crowd (J. Skelly) - 3:39
10. Leaving Today (J. Skelly, Lee Southall) - 3:08
11. Arabian Sand (The Coral) - 4:02
12. Late Afternoon (J. Skelly) - 3:56

## Formazione
Band
- James Skelly – voce, chitarra, arrangiamenti
- Lee Southall – chitarra, arrangiamenti
- Bill Ryder-Jones – chitarra, arrangiamenti
- Paul Duffy – basso elettrico, arrangiamenti
- Nick Power – tastiere, arrangiamenti
- Ian Skelly – batteria, arrangiamenti, artwork, design

Produzione
- Adrian Utley – produttore, fonico, mixing
- Geoff Barrow – produttore, mixing
- Matthew Edge – secondo fonico
- Steve Davis – secondo fonico
- Craig Silvey – mixing
- Nick Joplin – assistente mixing
- Paul Corkett – assistente mixing
- Frank Arkwright – mastering

Altri
- Kevin Power – artwork, design
- Clare Lewis – assistente